# Isolerad
Isolerad är en svensk thrillerfilm från 2010 i regi av Johan Lundborg och Johan Storm. I rollerna ses bland andra Emil Johnsen, Ylva Gallon och Peter Stormare.

## Om filmen
Inspelningen ägde rum 2009 i Göteborg efter ett manus av Lundborg och Storm. Filmen producerades av Anita Oxburgh och fotades av Lundborg. Musiken komponerades av Jukka Rintamäki och filmen klipptes av Lundborg och Storm med rådgivning från Lena Runge. Den premiärvisades 26 juni 2010 på Brussels European Film Festival i Belgien och visades även på flera andra festivaler under 2010-2011, däribland Göteborgs filmfestival. Den 29 juni 2012 hade den biopremiär och 24 oktober samma år utgavs den på DVD. Dialogen i filmen är på svenska och norska.
På Brussels European Film Festival 2010 fick filmen motta Cineuropa Prize för bästa film och fick vid samma festival ett hedersomnämnande för dess manus. På Stockholms filmfestival 2010 nominerades filmen till Rising Star Award och på Angers European First Film Festival 2011 vann Johnsen pris för bästa skådespelare.

## Handling
När Frank möter sin nya granne Lotta dras han in i en mardröm. Lottas olyckliga förhållande med den våldsbenägde Micke förändrar Franks tidigare så perfekta tillvaro och till slut önskar han att han aldrig öppnat dörren för Lotta.

## Rollista
- Emil Johnsen – Frank
- Ylva Gallon – Lotte
- Peter Stormare – Micke
- Margreth Weivers-Norström – Ann, äldre dam
- Örjan Landström – Lenny
- Marie Delleskog – obducent
- Lars Väringer – lärare
- Bo Wettergren	– Anton, student 1
- Eric Stern – Olof, student 2
- Mia Ray – student 3
- Daniel Adolfsson – student 4
- Victoria Brattström – polis 1
- Tone Helly-Hansen	– polis 2
- Klara Stina Lind – liten flicka
- Olle Wirenhed	– nattvakt
- Katarina Foxenius – mor med barn
- Göran Lundborg – föreläsare

## Mottagande
Filmen fick ett blandat mottagande och har medelbetyget 2,6/5 på Kritiker.se, baserat på tretton recensioner. Mest positiva var Moviezine (4/5), Göteborgs-Posten (3/5) och TV4 Nyhetsmorgon (3/5), och mest negativa bland andra Sydsvenskan (1/5), Aftonbladet (2/5) och Dagens Nyheter (2/5).